# Mongol (film)
A Mongol Szergej Vlagyimirovics Bodrov orosz rendező 2007-ben bemutatott történelmi filmdrámája. A trilógiának tervezett film első része az ifjú Temüdzsin, a későbbi Dzsingisz kán életét mutatja be.
A film kazak-mongol-német-orosz koprodukcióban jött létre. A forgatás nagy része a kínai Belső-Mongóliában, Külső-Mongóliában és Kazahsztánban zajlott. 2005 szeptemberében kezdték forgatni a filmet és 2006 novemberében végeztek vele. A filmet 2007-ben Legjobb idegen nyelvű film kategóriában Oscar-díjra jelölték.
A rendező/társíró Szergej Bodrov egy interjúban kifejtette, nem volt egyszerű a filmet megírni, mivel a mongol történelem ezen időszakáról nagyon kevés írásos emlék maradt fenn. A film története főbb vonalaiban az Ögödej kán korában írt Mongolok titkos történetére támaszkodik, ami a mongol birodalom ezen korszakának egyetlen írott története. A filmben lévő szerelmi szál viszont az alkotók fantáziáját mutatja, erről ugyanis még legendák sem maradtak fenn.

## Történet
|  | Alább a cselekmény részletei következnek! |

A film a fiatal Temüdzsin viszontagságos életét mutatja be, miként lesz az egykori kán fiából előbb szegény rabszolga, majd kiváló harcos, és hogyan sikerül hosszas küzdelmek árán az addig egymás ellen harcoló mongol törzseket összefognia.
Temüdzsin apjával, Jiszügejjel kilencéves korában elindul, hogy mongol szokások szerint arát válasszanak neki. Útban a merkitek felé találkozik Börtével, aki megmondja Temüdzsinnek, hogy örülne, ha őt választaná és a fiatal fiú úgy is tesz. Hazafelé úton egy ellenséges törzs megmérgezi Jiszügejt, aki halála előtt Temüdzsinre hagyja a kánságot. A nemzetség tagjai viszont gyengének ítélik az özvegyet és árván maradt gyermekét, így magukra hagyják őket. A család innentől nagy szegénységben él, éheznek és egykori nemzetségük sorozatosan megalázza őket, Temüdzsint pedig rabszolgaként tartják. A fiú többször megszökik, egy ilyen alkalommal a fagyhalál elől menekíti meg a hasonló korú Dzsamuka, akit Temüdzsin hálából vértestvérévé fogad. Tíz évvel később a felnőtt Temüdzsint megint elfogják, de megszökése után felkeresi a menyasszonyát és visszaviszi a családjához. Másnap a Merkitek elrabolják Börtét és súlyosan megsebesítik Temüdzsint. Ezután Temüdzsin felkeresi a vértestvérét, Dzsamukát hogy elpusztítsák a Merkiteket, de a győzelmes csata után a két vértestvér elvál a törzsvezetési módszereikben lévő különbségek miatt. Másnap Dzsamuka testvére, Tajcsar, megpróbálja ellopni Temüdzsin lovait, de Temüdzsin új szövetetségesei megölik őt, ennek következtében háborút okozva Temüdzsin és Dzsamuka között. A csata előtt Temüdzsin biztonságba küldi a törzse családjait és védőpozícióba áll a harcosaival. A csatát Dzsamuka nyeri meg, de Temüdzsint életben tartja és rabszolgaként eladja a Tangutoknak. Több év rabszolgaság után Temüdzsin elküld egy barátságos szerzetest haza Mongóliába hogy keresse meg Börtét és adja neki vissza a gyerekkori totemüket. A szerzetes útküzben meghal, de Börte megtalálja a holttestet és vele a totemet és ezután elutazik a Tangut királyságba, hogy megkeresse a férjét. Pár év munka múlva Börte lefizeti a Tagut őröket és kiszabadítja Temüdzsint. Miután a pár hazatér Mongóliába, Börte felvilágosítja Temüdzsint hogy Mongólia szörnyű hely lett, mert az emberek törvénytelenek, rabolnak és gyerekeket is gyilkolnak. Ezt hallván Temüdzsin elutazik a szent hegyhez, ahol imádkozik Istenhez (Tengrihez), hogy adjon erőt és törvényrendszert esküszik. 1204 évében történik meg a Tizenhárom Oldal Csatája, amit kisebb sereggel, de Tengri segítségével Temüdzsin megnyer. A végső jelenetben a győztes Temüdzsinhez két áruló harcos elhozza Targutáj holttestét, Dzsamukát pedig élve elfogják és Temüdzsin elé vetik (ez valamennyire hibás történelmileg, mert a két áruló Dzsamukát hozták el, aki elutasította Temüdzsin megbocsátását és önként megkérte hogy vérontás nélkül végezzék ki). Véglegesen, Temüdzsin szabadon engedi vértestvérét, és belekezd a fél világ meghódításába Dzsingisz Nagykán néven.
|  | Itt a vége a cselekmény részletezésének! |

## Szereplők
A filmben a főszerepet a japán Aszano Tadanobura bízták, aki a szerephez megtanulta a szöveget mongolul. Ezt a mongol nézők élesen kritizálták, mivel erős akcentussal beszél a filmben. Temüdzsin fogadott testvérét egy kínai színész Sun Honglei alakítja, aki ugyancsak megtanulta a mongol szöveget. A kán feleségét, Börtét viszont az eddig ismeretlen mongol színésznő, Kulan Csulún alakítja. A három szereplő fiatalkori szerepét mongol gyerekszínészek játsszák.
| Színész              | Szerep                                |
| Aszano Tadanobu      | Temüdzsin (Dzsingisz kán)             |
| Sun Honglei          | Dzsamuka, Temüdzsin fogadott testvére |
| Khulan Chuluun       | Börte, Temüdzsin felesége             |
| Sun Ben Hou          | tangut szerzetes                      |
| Ba Sen               | Jiszügej, Temüdzsin apja              |
| Aliya                | Höelün, Temüdzsin anyja               |
| Sai Xing Ga          | Csiledu, Höelün első férje            |
| Amadu Mamadakov      | Targutaj                              |
| Ba Ren               | Tajcsar, Dzsamuka testvére            |
| He Qi                | Dai-Secsen                            |
| Bao Di               | Todoen                                |
| Odnam Odszuren       | az ifjú Temüdzsin                     |
| Bajerceceg Erdenebat | az ifjú Börte                         |
| Amarbold Tuvsinbajar | az ifjú Dzsamuka                      |

## Fordítás
- Ez a szócikk részben vagy egészben a Mongol (film) című angol Wikipédia-szócikk ezen változatának fordításán alapul.  Az eredeti cikk szerkesztőit annak laptörténete sorolja fel. Ez a jelzés csupán a megfogalmazás eredetét és a szerzői jogokat jelzi, nem szolgál a cikkben szereplő információk forrásmegjelöléseként.
- Ez a szócikk részben vagy egészben a Der Mongole című német Wikipédia-szócikk ezen változatának fordításán alapul.  Az eredeti cikk szerkesztőit annak laptörténete sorolja fel. Ez a jelzés csupán a megfogalmazás eredetét és a szerzői jogokat jelzi, nem szolgál a cikkben szereplő információk forrásmegjelöléseként.